# 第29屆威尼斯影展
第29屆威尼斯影展於1968年8月25日至9月7日舉辦。五月風暴對影展有嚴重的影響。在影展舉行前五天，義大利電影製作人協會ANAC的導演以政治和文化上的原因而撤回他們參與競賽的電影。無產階級聯合會的共產政黨與社會黨贊成抵制。然而，一些導演卻叛離了這個決定，像羅伯托·羅塞里尼、莉莉安娜·卡瓦尼、柏納多·貝托魯奇和尼洛·里西決定呈交他們的電影。皮耶·保羅·帕索里尼先前拒絕參加影展，但最後他的電影進入競賽。
在典禮開始當天，警察包圍了麗都電影宮。影展的開幕式因此跳過，影展的監製人與主席Chiarini決定以自我掌管的方式來繼續運行。第二天，因警察介入，投票會議被取消。最終，比賽於8月27日晚上開始，而反對「法西斯和資產階級展覽」的示威活動則在電影宮外舉行。

## 競賽電影
| 中文片名                 | 原文片名                                 | 導演                 | 製作國家 |
| ------------------------ | ---------------------------------------- | -------------------- | -------- |
| 《苏格拉底》             | Le Socrate                               | 羅伯特·拉普達        | 法國     |
| 《土耳其人的圣母》       | Nostra Signora dei Turchi                | 卡梅羅·班內          | 義大利   |
| 《马戏院帐篷顶上的艺人》 | Die Artisten in der Zirkuskuppel: Ratlos | 亞歷山大‧克魯格      | 西德     |
| 《面孔》                 | Faces                                    | 約翰·卡薩維茲        | 美国     |
| 《定理》                 | Teorema                                  | 皮埃尔·保罗·帕索里尼 | 義大利   |

## 獎項
- 金獅獎：
  - 亞歷山大‧克魯格（英语：Alexander Kluge） 《马戏院帐篷顶上的艺人（英语：Artists Under the Big Top: Perplexed）》
- 評審團特別獎：
  - 卡梅羅·班內（英语：Carmelo Bene） 《土耳其人的圣母（英语：Our Lady of the Turks）》
  - 羅伯特·拉布亞德（法语：Robert Lapoujade） 《蘇格拉底》
  - 烏斯曼·塞姆班 《匯票》
- 沃爾庇杯：
  - 最佳男演員：約翰·馬利 《面孔（英语：Faces (1968 film)）》
  - 最佳女演員：劳拉·贝蒂 《定理》
  - 榮譽獎：迪莫什·西奧斯 《基蘭》
- 帕西內蒂獎
  - 最佳電影：約翰·卡薩維茲 《面孔（英语：Faces (1968 film)）》

## 外部鏈接
- 官方网站
- IMDb1968年威尼斯影展獎 （页面存档备份，存于）